# 정은숙 (아나운서)
정은숙(鄭恩淑)은 대한민국의 KBS춘천방송총국의 아나운서다.

## 경력
- 2004년 KBS 30기 공채 아나운서 (KBS전주방송총국, KBS춘천방송총국 지역근무)

## 진행

### 텔레비전
- KBS춘천 1TV :  9시 뉴스 강원. 7시 뉴스
- KBS 춘천 1TV : 뉴스광장
- KBS 춘천 1TV : 시사토론 집중진단
- KBS 춘천 1TV : 19대, 20대, 21대 총선 토론 진행
- KBS 춘천.1TV : 지방선거 토론 진행

### 라디오
- KBS춘천 제1라디오 : 공감 5시
- KBS춘천 제1라디오 : 강원의 아침
- KBS춘천 제1라디오 : 생방송 오늘은...
- KBS춘천 클래식FM: 음악이 흐르는 오후